# Sýslumaður
Sýslumaður también sýslumenn es una autoridad cuyo origen se remonta en la antigua jurisdicción escandinava para un condado (sýsla) creada hacia el siglo XII por autoridad real para la recaudación de las tasas del condado (impuestos, obligaciones y sanciones), enjuiciar delitos, designar hombres a los tribunales de justicia locales, y el ejercicio del poder ejecutivo del rey. El equivalente es sheriff o alguacil y fueron en algunas sociedades el germen de la policía, con derecho a sentarse en la corte noble como gobernadores administrativos, representantes del poder ejecutivo y el poder judicial de la provincia. Con las enmiendas a la ley a finales del siglo XX, las funciones se redefinieron como un papel adicional de los magistrados para aplicar las leyes, y funcionarios para expedir pasaportes, las licencias y permisos en el campo. Solo a los sýslumaður y gjaldkeri se les permitía portar armas. 
En Islandia se estableció la estructura del condado (sýsla), tras la disolución de la Mancomunidad Islandesa y la unificación de la isla con la corona noruega tras la firma del gamli sáttmáli en 1264. Los sýslumenn tenían a su disposición un retén de soldados, pero la corona danesa abolió ese derecho hacia 1550 para evitar posibles rebeliones en Islandia. 
Los condados y sýslumenn siguen vigentes en Islandia y las Islas Feroe, en los demás países nórdicos desaparecieron para formar provincias y dominios. Islandia dispone actualmente de 26 magistrados encargados de impuestos, administrar las declaraciones de bancarrota y celebrar matrimonios civiles. Tras la reestructuración legal de 2007, la mitad de ellos también son responsables de las fuerzas de seguridad del Estado.
En los países de habla anglosajona evolucionó como una oficina del comisario de distrito de la policía (county commissioner).